# Дронов, Сергей Владимирович
Серге́й Влади́мирович Дро́нов  (род. 11 августа 1962, пос. Алмазовка, Ровеньковский район, Ворошиловградская область, УССР, СССР) — российский военачальник. Командующий военно-воздушными силами — заместитель главнокомандующего Воздушно-космическими силами Российской Федерации (2019—2024). Заместитель Главнокомандующего Воздушно-космическими силами (2015—2019), генерал-полковник (2023).
Из-за вторжения России на Украину находится под международными санкциями Евросоюза, Великобритании, Канады и ряда других стран

## Биография
Родился 11 августа 1962 года в посёлке Алмазовка Ровеньковского района Ворошиловградской области Украинской ССР.
В 1983 году окончил Ейское высшее военное авиационное училище летчиков имени В. М. Комарова. В сентябре 1981 года Сергей Дронов, будучи курсантом второго курса Ейского высшего военного авиационного училища лётчиков имени В. Н. Комарова, в составе пары учебно-тренировочных самолётов Л-29 отрабатывал технику пилотирования в районе города Батайск Ростовской области. Его самолёт Л-29 находился на высоте 1200 м, когда в воздухозаборник самолёта попала птица. Результатом попадания стала остановка единственного двигателя. Связавшись по радиосвязи с руководителем полётов курсант Дронов доложил о случившимся. С земли последовала команда применить встречный запуск. После ряда предпринятых попыток запуска двигатель не запустился. Вариант катапультирования лётчика был исключён, ввиду нахождения самолёта над жилым районом города Батайска, падение машины неминуемо привело бы к человеческим жертвам на земле. Оценив ситуацию, курсант Дронов принял решение сажать самолёт с убранными шасси на скошенное поле за городом. Запросив разрешение у руководителя полётов, лётчик приступил к планомерному снижению. Посадка на поле прошла довольно мягко, перегрузка составила 1,2 g. С убранными шасси самолёт благополучно приземлился на брюхо, пропахав по земле несколько десятков метров. «История авиации знает случаи, когда в аналогичных ситуациях даже опытные лётчики не могли посадить машину и погибали». В марте 1982 года указом Президиума Верховного Совета СССР, за проявленные мужество и героизм, курсант С. В. Дронов был награждён орденом Красной Звезды. Это был редкий случай награждения орденом курсанта.
С 1983 по 1990 годы служил лётчиком истребительно-бомбардировочного авиационного полка в Белорусском военном округе.
В 1992 году окончил Военно-воздушную академию имени Ю. А. Гагарина, в 2007 году — Военную академию Генерального штаба Вооружённых Сил.
Проходил службу в авиационных частях Северо-Кавказского и Дальневосточного военных округов. Был лётчиком, командиром звена, заместителем командира авиационной эскадрильи, заместителем командира авиационного полка по лётной подготовке, заместителем командира авиационного полка. С 2001 по 2004 года полковник Дронов командовал 2-м гвардейским Оршанским Краснознамённым ордена Суворова бомбардировочным авиационным полком (аэродром Джида, Бурятия)
В 2008 году был назначен командиром 303-й смешанной авиационной Смоленской дивизии ДВО.
В августе 2009 года назначен на должность заместителя командующего, а с октября 2010 года командующим 3-м командованием ВВС и ПВО.
В 2013 году назначен заместителем Главнокомандующего ВВС. Воинское звание генерал-лейтенант присвоено Указом президента России 11 августа 2014 года.
С 1 августа 2015 года, в связи с формированием Воздушно-космических сил, назначен на должность заместителя Главнокомандующего ВКС России.
С 30 сентября 2015 года осуществлял руководство авиационной группировкой ВКС России в Сирии. С 26 сентября по 22 ноября 2017 года исполнял обязанности Главнокомандующего Воздушно-космическими силами по должности.
В 2019 году назначен Командующим военно-воздушными силами — заместителем главнокомандующего Воздушно-космическими силами Российской Федерации.
6 июня 2023 года присвоено воинское звание «генерал-полковник».
Имеет квалификацию военный лётчик-снайпер. Общий налёт — более 2000 часов. Освоил более десяти типов авиатехники, в том числе фронтовые бомбардировщики Су-24М и транспортные самолёты Ан-72.

## Санкции
23 февраля 2022 года на фоне вторжения России на Украину включён в санкционный список стран Евросоюза, так как он «отвечает за воздушные операции в Украине. Поэтому он отвечает за активную поддержку и реализацию действий и политики, которые подрывают и угрожают территориальной целостности, суверенитету и независимости Украины, а также стабильности и безопасности в Украине».
14 марта 2022 года включён в санкционный список Канады «соратников режима» за «содействие и поддержку выбора президента Путина вторгнуться в мирную и суверенную страну». 15 марта 2022 года попал под санкции Великобритании за участие в развертывании российских сил, участвовавших во вторжении России на Украину.
По аналогичным причинам включён в санкционные списки Швейцарии, Австралии, Японии, Украины и Новой Зеландии.

## Награды
- Орден «За заслуги перед Отечеством» 4 степени (2023)
- Орден Александра Невского
- Орден Жукова[12];
- Два ордена Мужества;
- Орден «За военные заслуги»;
- Орден Красной Звезды (март 1982 года) — за проявленные мужество и героизм при спасении социалистического имущества (неисправного самолёта);
- Медаль «70 лет Вооружённых Сил СССР» (1988);
- Ведомственные и общественные медали Российской Федерации;
- Почётное звание «Заслуженный военный лётчик Российской Федерации».